# Shawnna
Shawnna, de son vrai nom Rashawnna Guy, née le 1er octobre 1978 à Chicago, dans l'Illinois, est une rappeuse américaine. Elle est la fille du célèbre bluesman Buddy Guy. Shawnna se popularise grâce à sa présence sur les albums de Ludacris et de Def Jam.

## Biographie
Rashawnna Guy est née le 1er octobre 1978 à Chicago, dans l'Illinois. Fille du célèbre bluesman Buddy Guy, elle se lance dans la rime lorsqu'elle est au lycée. C'est à l'âge de 16 ans qu'elle forme le groupe Infamous Syndicate avec Teefa, qui fait notamment des premières parties des concerts de Junior M.A.F.I.A., Common ou encore Busta Rhymes vers 1997. 
C'est à ce moment que le duo signe un contrat avec Relativity Records, et publie initialement une cassette audio en 1998 intitulée A Little Taste of Syn. Elle suit un an plus tard de l'album Changing the Game le 16 mars 1999.
Le label coule par la suite. Shawnna rencontre Chaka Zulu lors d'un concert de LL Cool J à Atlanta. Elle le rejoint à Atlanta et se fait présenter Ludacris à Chris Lova Lova, alors animateur de radio. Chaka et Luda créent le label Disturbing tha Peace. Shawnna participe à plusieurs albums de Ludacris et, avec Ludacris et Da Brat, au clip Loverboy de Mariah Carey, publié en juin 2001. Elle rappe aussi sur un titre What's Your Fantasy qu'on retrouve sur la bande originale de How High, le film de Method Man & Redman. Elle se fait connaître notamment grâce à ce titre mais aussi, et surtout, grâce au duo avec Ludacris intitulé Stand Up qui connaît le succès aux États-Unis.
Deux ans après la publication de l'album Golden Grain en 2002, au sein du groupe Disturbing tha Peace, Shawnna publie son premier album studio Worth tha Weight, le 28 septembre 2004 au label Def Jam qui atteint la 22e place du classement Billboard 200. L'album est produit par Kanye West, Timbaland, Just Blaze, Shondrae, Icedrake, et Jermaine Dupri. En 2007, elle rejoint le label Nappy Boy fondé par T-Pain.
Le 10 juin 2015, elle annonce le lancement de la société The Land Entertainment avec les producteurs HearonTrackz et Paris Bueller.

## Discographie

### Albums studio
- 2004 : Worth tha Weight
- 2006 : Block Music

### Mixtapes
- 2006 : Block Music: the Mixtape
- 2009 : Nappy Boy All Stars Vol. 1
- 2010 : Bitch Like Me
- 2012 : She's Alive

### Album collaboratif
- 1999 : Changing the Game (avec Infamous Syndicate)